# Ferruccio Castronuovo
Ferruccio Castronuovo (Roma, 10 settembre 1940 – Vico del Gargano, 4 marzo 2022) è stato un attore, regista e cantante italiano.

## Biografia
Dopo aver completato un corso di regia alla Rai, ha lavorato dal 1964 come assistente alla regia e operatore; come attore è stato attivo fino al 1997.
Nel 1967 entra nel Canzoniere Internazionale, in cui resta fino al 1970 incidendo alcuni album e 45 giri.
Nel 1972 ha diretto Sonata al chiaro di luna per la serie antologica Film sperimentali per la TV: sempre per il piccolo schermo, negli anni seguenti è stato coinvolto nella produzione di programmi come TV7, Stasera G7 e Tam Tam, dirigendo inoltre alcuni documentari sulle opere di Federico Fellini.
Nel 1996 dirige il suo unico film Gratta e vinci, del quale co-firma anche la colonna sonora.
Nel 2009 il regista francese Thierry Gentet gli ha dedicato il documentario La vita, un lungo viaggio in treno.

## Filmografia

### Attore

#### Cinema
- Togli le gambe dal parabrezza, regia di Massimo Franciosa (1969)
- Ginger e Fred, regia di Federico Fellini (1986)
- Splendor, regia di Ettore Scola (1989)

#### Televisione
- Ferragosto O.K. - film TV (1986)
- Chiara e gli altri - serie TV, 1 episodio (1991)
- Mamma per caso - miniserie TV (1997)

### Regista

#### Cinema
- Seguendo la nave - documentario (1985)
- Ed ecco a voi - documentario (1985)
- Gratta e vinci (1996)

#### Televisione
- Special Casanova - documentario (1976)
- Appunti su 'La città delle donne' - documentario (1980)
- Complotto di famiglia - serie TV (1994)